# FEI Company
FEI Company je společnost zabývající se vývojem a výrobou elektronových mikroskopů, byla založena v roce 1971. V současnosti jde o vedoucího dodavatele elektronově a iontově optických zařízení pro širokou škálu výzkumníků, vývojářů i výrobců pracujících v nanometrech. Hlavními odběrateli jsou organizace působící v oblastech:
- výzkumu a vývoje – 3D nanocharakterizace, 3D nanoprototypování, in situ nanoprocesy
- přírodních věd – biomateriály, molekulární biologie, strukturální biologie, systémová biologie
- elektroniky – 3D metrologie, editování integrovaných obvodů, analýza defektů elektronických součástek
- průmyslu – automatizovaná mineralogie, kriminalistika, metalurgie, metrologie

Nástroje vyráběné FEI umožňují za pomoci elektronů, rentgenového záření a iontů analyzovat a manipulovat s částmi hmoty menšími než je hodnota jednoho angströmu, tedy menšími, než vlnová délka světla (na úrovni velikosti atomů). Nástroje FEI kombinují iontnová a elektronová záření (DualBeam™ systém (SDB)), poskytují 3D obraz a zjednodušují manipulovatelnost se vzorkem. FEI vyvíjí rastrovací (SEM) a transmisní (TEM) elektronové mikroskopy a X-ray mikro tomografy (mikro CT) .
Hlavní výzkumná střediska FEI sídlí v Severní Americe (Hillsboro – Oregon, USA) a v Evropě (Brno – Česká republika, Eindhoven – Nizozemí) a prodávají svá zařízení do více než 50 zemí celého světa.
Jednou z důležitých dceřiných společností je FEI Czech Republic s.r.o. (dříve DELMI,spol. s r.o. a Philips Electron Optics Česká republika s.r.o.) se sídlem v Brně.

## Historie
FEI ve světě
- 1949 - Philips Electron Optics uvádí na trh jako první na světě komerční využitelný transmisní elektronový mikroskop (TEM).
- 1958 - Philips Electron Optics prolomil hranici dosavadní viditelnosti 10 Ångströmů pomocí TEM EM200.
- 1971 – Založena společnost FEI, aby poskytovala vysoce čisté, orientované monokrystalické materiály pro výzkum autoemise.
- 1981 – FEI rozvíjí (LMI – liquid metal ion source – iontový zdroj na bázi tekutého kovu)
- 1982 - FEI prodává první tubuss iontovým svazkem používající zdroj na bázi tekutého kovu
- 1983 - FEI prodává první tubus s elektrostaticky fokusovaným svazkem
- Micrion is founded to develop ion beam systems for mask repair.)elektronový paprsek. Micrion se zaměřuje na rozvoj iontového paprsku pro opravu masek. Je založen Micrion, který vyvíjí systémy s iontovým svazkem pro opravy masek
- 1985 – Micrion, vyvíjející systémy s iontovým svazkem pro opravy masek, prodává své první systémy.
- 1989 - FEI prodává první kompletní FIB (zaostřený iontový svazek) pracovní stanici.
- 1990 - Philips Electron Optics uvádí na trh SEM pro šestipalcové polovodičové substráty.
- 1993 - První pracovní stanice DualBeam™ (zkřížený svazek elektronů a iontů pro diagnostiku struktur a jejich opracování včetně schopnosti vytvořit vzorek pro transmisní mikroskop, odprášení části vzorku a pohled do nitra vzorku) (FIB/SEM) produkovaná FEI a Philips Electron Optics.
- 1995 - FEI prodává stou FIB pracovní stanici.
- 1996 - FEI prodává pětitisící zdroj LMI. Micrion vydává svoji sérii 8000 FIB.
- 1996 - Philips Electron Optics získává se společností ElectroScan také jejich technologii ESEM (schopnosti zobrazit jakýkoliv vzorek bez jeho předběžné úpravy včetně dynamických experimentů, dobrých izolantů atd).
- 1996 - Philips Electron Optics získává Delmi Brno.
- 1997 - FEI a Philips Electron Optics fúzují. Vzniká první in-line DualBeam Spojení elektronového a iontového tubusu (svazku) v jednom zařízení
- 1998 - FEI a Micrion nezávisle na sobě nabízejí membránový ořez pro výpočetní průmysl (zálohování dat)
- 1998 - Představen TEM (Tecnai) vše v jednom.
- 1999 - FEI získává společnost Micrion Corporation a integruje její produktovou řadu.
- 2000 - Představena první malá stanice DualBeam.
- 2001 - FEI představuje DualBeam systém pro laboratoře.
- 2001 - První monochromátor (přístroj vyčleňující úzký obor vlnových délek z širšího spektra elektromagnetického vlnění) TEM. První TEM s monochromátorem – elektronovým svazkem s minimalizovaným rozptylem energie primárních elektronů
- 2002 - FEI získává společnost Atomika (SIMS).
- 2003 - FEI získává společnost Revise Inc.
- 2003 - FEI získává společnost Emispec.
- 2004 - FEI prolamuje dosavadní bariéru[zdroj?] rozlišení 1 angström s přístrojem 200kV Tecnai™.
- 2005 - FEI představuje transmisní elektronový mikroskop Titan se subangströmovým rozlišením
- 2006 - Korigovaný transmisní elektronový mikroskop prolamuje hranici 0,5 angströmu
- 2008 - FEI představuje Magellan, rastrovací elektronový mikroskop s extrémně vysokým rozlišením
- 2011 - FEI získává Till Photonic, Mnichov, Německo (světelné mikroskopy)
- 2012 - FEI získává společnost Aspex, Pittsburgh, USA
- 2012 - FEI získává společnost Visualisation Sciences Group, Boedeaux, Francie (3D vizualizační software)
- 2014 - FEI získává společnost Lithicon (Trondheim, Norsko a Canberra, Austrálie)
- 2014 - FEI otevírá nové Technologické centrum v Brně
- 2016 - FEI otevírá nové školící centrum pro servisní techniky a zákazníky z celého světa v Brně

## Produkty FEI v Brně
Brněnská pobočka FEI je poměrně úzce zaměřena na elektronové mikroskopy a FIB:
- Tři základní typy transmisních mikroskopů (Morgagni, Tecnai Spirit a Tecnai 20, určeny 200kV, 120kV a 100kV mikroskopy), určeny většinou pro biologické aplikace.
- Tři základní rodiny rastrovacích mikroskopů (Quanta, Magellan, Nova NanoSEM).
- Přístroje se dvěma svazky elektronů a iontů (DualBeam) spojující SEM a FIB (Quanta, Quanta 3D FEG). Viz
- Moduly urychlovacích vysokonapěťových zdrojů od 30kV do 300kV (se stabilitou 10ppm resp lepší než 1ppm). Na stabilitě a přesnosti energetického zdroje záležela i stabilita a přesnost mikroskopu.
- Autoemisní trysky pro rastrovací mikroskopy.
- Iontové tubusy pro použití v zařízeních DualBeam, které vytvářejí a fokusují svazek iontů gallia na preparátu velikosti stopy a průměru několik nanometrů pro zobrazení pomocí iontů.

| Rok  | Typ přístroje    | Vyrábí se v současnosti | Specifikace | Typ | Fotografie |
| ---- | ---------------- | ----------------------- | --- | --- | ---------- |
| 1993 | EM208            | ne                      | První (TEM) přístroj vůbec                                                                                               | TEM |            |
| 1996 | EM208S           | ne                      | Inovovaná verze původního přístroje s motorizovanými posuvy                                                              | TEM |            |
| 1997 | XL30TMP          | ne                      | První SEM přístroj, nárůst aktivit                                                                                       | SEM |            |
| 1998 | XL30ESEM         | ne                      | První přístroj s ESEM technologií                                                                                        | SEM |            |
| 2000 | XL40ESEM         | ne                      | První ESEM se stolkem 150x150mm                                                                                          | SEM |            |
| 2000 | Morgagni         | ne                      | Radikálně přepracovaná verze rutinního TEM se zabudovanou digitální kamerou                                              | TEM |            |
| 2001 | Quanta           | ne                      | Nová rodina rutiních SEM s možností zobrazit a analyzovat jakýkoliv vzorek                                               | SEM |            |
| 2002 | Quanta HV        | ne                      | Vysokovakuová verze nové rodiny                                                                                          | SEM |            |
| 2003 | Quanta FEG       | ne                      | První přístroj a autoemisní katodou s nejširším zaběrem použitých detekcí a technologií                                  | SEM |            |
| 2003 | Quanta 3D        | ne                      | První SDB s ESEM technologií                                                                                             | SDB |            |
| 2004 | Tecnai G2 Spirit | ano                     | Transmisní mikroskop 120kV pro široké využití                                                                            | TEM |            |
| 2004 | Tecnai G2 20     | ano                     | Transmisní mikroskop 200kV pro široké využití                                                                            | TEM |            |
| 2005 | Nova NanoSEM     | ano                     | První ultravysokorozlišovací SEM                                                                                         | SEM |            |
| 2005 | Quanta MkII      | ano                     | Inovace řady Quanta | SEM |            |
| 2005 | Inspect          | ano                     | Rutinní přístroj určený především pro kontrolní účely                                                                    | SEM |            |
| 2006 | Quanta FEG MKII  | ano                     | Inovace rady Quanta FEG                                                                                                  | SEM |            |
| 2007 | Quanta 3D FEG    | ne                      | Nový SDB střední třídy s ESEM technologií a autoemisní tryskou                                                           | SDB |            |
| 2007 | Tecnai G2 30     | ano                     | Transmisní mikroskop 300kV pro široké využití                                                                            | TEM |            |
| 2008 | Versa 3D         | ano                     | Dual Beam s ESEM, FEI představuje nejuniverzálnější Dual Beam nástroj k dnešnímu dni.                                    | SBD |            |
| 2008 | Magellan         | ne                      | První SEM s extrémně vysokým rozlišením                                                                                  | SEM |            |
| 2008 | Quanta 3D 200i   | ne                      | Inovace řady Quanta 3D                                                                                                   | SDB |            |
| 2011 | Helios DualBeam  | ano                     | Helios nalolab dualbeam XHR (extrémně vysoké rozlišení)                                                                  | SBD |            |
| 2012 | Verios XHR SEM   | ano                     | Verios je druhá generace přístroje Magellan, vede XHR (extrémní vysoké rozlišení) SEM rodiny.                            | SEM |            |
| 2013 | Talos            | ano                     | Talos je nová generace v TEM, umožňojuje rychlý přístup k 2D a 3D dat.                                                   | TEM |            |
| 2013 | Scios Dualbeam   | ano                     | ultra-vysokým rozlišením analytický systém Dual Beam, který poskytuje vynikající 2D a 3D, včetně magnetického materiálu. | SDB |            |
| 2014 | Teneo UHR SEM    | ano                     | Ultra vysoké rozlišení obrazu a vysokou propustností analytická výkonnost                                                | SEM |            |
| 2014 | Aspex Explorer   | ano                     | SEM přístroj pro průmysl kontrolou kvality                                                                               | SEM |            |

## Trhy FEI Czech Republic, s.r.o.
- Cca 50 % výrobků je distribuováno na evropském trhu nebo přes evropský trh servisováno. Pokrývá Rusko, Latinskou Ameriku, Arabský svět a Indii.
- Cca 20–30 % výrobků je distribuováno do USA a Kanady.
- Cca 20–30 % výrobků do zemí: Japonsko, Čína, Tchaj-wan, Korea, Malajsie, Thajsko.

### Členění přístrojového trhu
- Nanoelektronika
- Nanovýzkum
- Nanoprůmysl
- Nanobiologie

### Členění trhu dle odběratele
| Polovodičový průmysl | Průmysl obecně | Vědecký výzkum |
| -------------------- | -------------- | -------------- |
|                      |                |                |